# هارتري
هارتري (Ha) هي وحدة قياس الطاقة في الفيزياء النووية. أول من اسعمل هذه الوحدة هو العالم الفزيائي البريطاني دوكلاس هارتري
- 1Ha = 4,359 744 17(75).10−18 جول = 27,211 3845(23) [[eV = 2 Ry = 627,509 391 سعرة/mol

## طاقة الهارتري
طاقة الهارتري هي القيمة المطلقة لطاقة الوضع لذرة الهيدروجين (H) في غير نشاطها. وهي تقريبا ضعفي القيمة المطلقة لطاقة ارتباط أو طاقة تأين إلكترون الذرّة وهذا في نفس الحالة.
{\displaystyle E_{\mathrm {h} }={\hbar ^{2} \over {m_{e}a_{0}^{2}}}=m_{e}c^{2}\alpha ^{2}={\hbar c\alpha  \over {a_{0}}}}
| {\displaystyle \hbar \ }  | ثابتة بلانك                |
| {\displaystyle m_{e}\ }   | كتلة الإلكترون في غي نشاطه |
| {\displaystyle a_{0}\ }   | شعاع بور                   |
| {\displaystyle c\ }       | سرعة الضوء في الفراغ       |
| {\displaystyle \alpha \ } | ثابت البناء الدقيق         |